# Criollo mauriciano
El criollo mauriciano es una lengua criolla hablada en la República de Mauricio. La mayor parte de su vocabulario deriva del francés, mientras que el origen del resto de las palabras se encuentra en diversas lenguas, especialmente el inglés y el portugués. Es la "lengua franca" del país, a pesar de que el francés estándar es comprendido y estudiado por toda la población. El criollo es hablado por los mauricianos en toda la isla, incluyendo todas las clases sociales. Para fines administrativos predomina el uso del francés, y en sitios como el Parlamento, las Cortes o en instituciones académicas se emplea una combinación de francés e inglés.
El dialecto criollo se usa ampliamente para la difusión rápida de información entre los isleños, aunque no para propósitos oficiales o situaciones formales. No se encuentra aún formalizado del todo como idioma, y se basa en la escritura y sonidos del francés. Esta limitación no ha impedido el continuo crecimiento de su uso y su popularidad entre los isleños, debido posiblemente a su relativa simplicidad en relación con el francés. 
En 2005, Vinesh Hookoomising, profesor de la Universidad de Mauricio, publicó un trabajo titulado "Grafi Larmoni" que trata de armonizar la escritura del criollo mauriciano. Existen actualmente diccionarios en versión bilingüe o monolingüe, compilados por Philip Baker y Arnaud Carpooran.

## Fonología
El criollo mauriciano tiene fuertes lazos de pronunciación con el francés, pero con unas pocas diferencias marcadas; no incluye por ejemplo las consonantes más profundas y redondeadas de aquel idioma. La escritura, además es muy variada, ya que se trata fundamentalmente de un idioma hablado.
Por ejemplo «manger» (fr. comer), se escribe «manze», y se pronuncia igual que en francés, con la diferencia que el sonido más redondo de la «g» en francés es aliviado para sonar como la «s» de la palabra inglesa «vision».
La «u» profunda de «un» (uno) y «deux» (dos) en francés, es también llevada a «en» y «de» en creole.
Muchas de estas pronunciaciones cambian para permitir la conversación rápida.

## Construcción gramatical
La gramática es sobre todo de tipo aislada, contrariamente al francés, idioma altamente reflexivo. Algunos ejemplos de esto:
| Francés estándar | Criollo mauriciano | GLOSA        |
| Comment vas-tu ? | Ki manier?         | ¿Cómo estás? |
| Je vais bien     | Mo bien            | Muy bien     |
| Je t'embrasse    | Mo anbras twa      | Te abrazo    |
| Je t'aime        | Mo kontan twa      | Te amo       |

### Pronombres personales
| Español        | Criollo Mauriciano | Francés    |
| -------------- | ------------------ | ---------- |
| Yo             | Mo                 | Je         |
| Me             | Mwa                | Moi        |
| Tu (informal)  | To (Twa)           | Tu (Toi)   |
| Usted (formal) | Ou                 | Vous       |
| El/Ella/Eso    | Li                 | Il/Elle/On |
| Nosotros       | Nou                | Nous       |
| Ustedes        | Zot                | Vous       |
| Ellos/ Ellas   | Bannla             | Ils/Elles  |

## Padrenuestro
| Nou Papa                            | Padrenuestro                         |
| Nou Papa ki dan lesiel              | Padre nuestro que estás en el cielo  |
| Fer rekonet ki to nom sin,          | Sea reconocido tu nombre,            |
| Fer ki to regn vini,                | Venga a nosotros tu reino            |
| Fer to volonte akonpli,             | cúmplase tu voluntad,                |
| Lor later kouma dan lesiel.         | así en la tierra como en el cielo.   |
| Donn nou azordi dipin ki nou bizin. | Dános hoy el pan que necesitamos     |
| Pardonn nou nou bann ofans,         | Perdónanos nuestras ofensas,         |
| Kouma nou ousi pardonn lezot        | como nosotros perdonamos a los otros |
| ki finn ofans nou.                  | que nos ofenden.                     |
| Pa les nou tom dan tantasion        | Aléjanos de la tentación             |
| Me tir nou depi lemal.              | libéranos del mal.                   |